# Bandarban (distrikt)
Bandarban (bengali: বান্দরবান, engelska: Bandarban District) är ett distrikt i Bangladesh.   Det ligger i provinsen Chittagong, i den sydöstra delen av landet, 270 kilometer sydost om huvudstaden Dhaka. Antalet invånare är 388 335. Arean är 4 479 kvadratkilometer.
Terrängen i Bandarban är kuperad österut, men västerut är den platt.
I omgivningarna runt Bandarban växer huvudsakligen savannskog. Runt Bandarban är det ganska tätbefolkat, med 100 invånare per kvadratkilometer.